# Turner (cognome)
Turner è un cognome di lingua inglese.

## Etimologia e diffusione
Turner in inglese significa tornitore, quindi si tratta di un cognome derivato da un mestiere.
È tra i primi cinquanta cognomi più diffusi nel Regno Unito, negli Stati Uniti d'America e in Australia.
In minima parte è presente anche in Italia.

## Persone

### Attori
- Florence Turner, attrice e sceneggiatrice statunitense
- Kathleen Turner, attrice statunitense
- Lana Turner, attrice statunitense

### Fumettisti
- Gil Turner, autore di fumetti statunitense
- Michael Turner, autore di fumetti statunitense

### Musicisti
- Alex Turner, cantante e chitarrista britannico
- Big Joe Turner, cantante statunitense
- Eva Turner, soprano britannica
- Ike Turner, cantante e musicista statunitense
- Joe Lynn Turner, cantante hard rock/AOR
- Nik Turner, cantante e sassofonista britannico
- Tina Turner, cantante statunitense
- Steve Turner, chitarrista statunitense
- William Turner Walton, compositore e direttore d'orchestra inglese

### Pittori
- William Turner, pittore e acquerellista del romanticismo inglese

## Sportivi
- Andre Turner, cestista statunitense
- Bill Turner, cestista statunitense
- Graham Turner, calciatore e allenatore di calcio inglese
- Henry Turner, cestista statunitense
- Herschell Turner, cestista statunitense
- Iain Turner, calciatore scozzese
- Jack Turner, cestista statunitense (n. 1930)
- Jack Turner, cestista statunitense (n. 1933)
- Jeff Turner, cestista statunitense
- Jermaine Turner, cestista statunitense naturalizzato irlandese
- John Turner, cestista statunitense
- Michael Thomas Turner, calciatore inglese
- Wayne Turner, cestista statunitense

### Altri
- Charlotte Turner Smith, poetessa e scrittrice britannica
- Edward Turner, designer britannico
- Edward Turner Bennett, zoologo britannico
- Francis Turner Palgrave, poeta e critico britannico
- John Turner, politico canadese
- Myles Turner, primo guardaparco del Parco nazionale del Serengeti
- Nat Turner, schiavo statunitense che guidò una rivolta di schiavi
- Richmond Turner, militare statunitense
- Ted Turner, magnate delle telecomunicazioni
- Tomkyns Hilgrove Turner, militare ed archeologo britannico
- Victor Turner, antropologo scozzese

## Il cognome nelle arti
- Cole Turner, personaggio della serie televisiva Streghe
- Signori Turner, personaggi della serie animata Due fantagenitori
- Timmy Turner, personaggio della serie animata Due fantagenitori
- Violet Turner, personaggio della serie televisiva Private Practice
- Will Turner, personaggio dei Pirati dei Caraibi